# Spezifisches Volumen
Das (Massen-)spezifische Volumen (Formelzeichen {\displaystyle v}) ist definiert als Kehrwert der Dichte {\displaystyle \rho }:
{\displaystyle v={\frac {1}{\rho }}={\frac {V}{m}}}
Damit ist das spezifische Volumen das Verhältnis von Volumen {\displaystyle V} zu Masse {\displaystyle m}, also das Volumen der Masseneinheit.
Diese intensive Zustandsgröße wird in der Thermodynamik der Gase und Dämpfe und in der Polymer-Analytik verwendet, insbesondere zur Erstellung von Zustandsdiagrammen (Beispiel: p-v-Diagramm).
In der Meteorologie bezeichnet das Formelzeichen α das spezifische Volumen von Luft.

## Molspezifisches Volumen
Wird das Volumen stattdessen auf die Stoffmenge n normiert, so erhält man das molare Volumen {\displaystyle V_{\mathrm {m} }}, das ebenfalls ein spezifisches Volumen ist:
{\displaystyle V_{\mathrm {m} }={\frac {V}{n}}}

### Umrechnung
Aus den o. g. Definitionen und der Molmasse {\displaystyle M={\frac {m}{n}}} folgt:
{\displaystyle V_{\mathrm {m} }={\frac {V}{n}}={\frac {V}{\frac {m}{M}}}=v\cdot M={\frac {M}{\rho }}}

## Partielles spezifisches Volumen
Das partielle spezifische Volumen {\displaystyle {\bar {v_{i}}}} der i-ten Komponente einer Lösung ist definiert als die Änderung des Gesamtvolumens ∂V pro Masseneinheit bei Zugabe einer infinitesimalen Menge ∂mi der Komponente i bei konstantem T und P und den Massen in Gramm, mj, aller anderen Komponenten.
{\displaystyle {\bar {v_{i}}}=\left({\frac {\partial V}{\partial m_{i}}}\right)_{T,P,m_{j}}{j\neq i}}
Sie ist die partielle Ableitung des Volumens nach der Masse der betreffenden Komponente.